# Прость (Смоленская область)
Прость — деревня в Ярцевском районе Смоленской области России. Входит в состав Петровского сельского поселения. Население — 280 жителей (2007 год). 
Расположена в центральной части области в 9 км к юго-востоку от Ярцева, в 10 км южнее автодороги М1 «Беларусь». В 8 км севернее деревни расположена железнодорожная станция Свищёво на линии Москва — Минск. 

## История
В годы Великой Отечественной войны деревня была оккупирована гитлеровскими войсками в июле 1941 года, освобождена в сентябре 1943 года.